# Lepeophtheirus hastatus
Lepeophtheirus hastatus är en kräftdjursart som beskrevs av Sueo M. Shiino 1960. Lepeophtheirus hastatus ingår i släktet Lepeophtheirus och familjen Caligidae. Inga underarter finns listade i Catalogue of Life.